# المؤامرة الإرهابية في قبرص 2012
في 7 يوليو 2012 اعتقلت السلطات المحلية المواطن السويدي المولود في لبنان حسام يعقوب في ليماسول بقبرص. اعترف يعقوب بأنه عضو في حزب الله الشيعي المتشدد الذي كان مكلفا بمراقبة أنشطة السياح الإسرائيليين في الجزيرة. نددت إسرائيل بالحادث باعتباره محاولة لهجوم إرهابي.

## الخلفية
في الأشهر التي سبقت تعطيل المخطط الإرهابي في قبرص تورط حزب الله وإيران في هجمات إرهابية ومؤامرات ضد أهداف إسرائيلية في تايلاند والهند وجورجيا وأذربيجان وكينيا. في 18 يوليو أي بعد أحد عشر يوما من اعتقال يعقوب قتل خمسة سائحين إسرائيليين ومواطن بلغاري في عملية انتحارية في بورغاس ببلغاريا. الحكومة البلغارية اعتبرت حزب الله متورط في الهجوم.

## القبض عليه
في 7 يوليو 2012 اعتقلت السلطات القبرصية حسام يعقوب وهو مواطن سويدي الجنسية لبناني الولادة في مدينة ليماسول الساحلية. بعد استجواب مكثف اعترف يعقوب بأنه كان عضوا في حزب الله.
كان يعقوب قد وصل إلى سيربوس كسائح يوم 5 يوليو. قبل اعتقاله كان يتتبع حركة السياح الإسرائيليين في الجزيرة. في 6 يوليو قام بمراقبة وصول السياح الإسرائيليين على متن طائرة تابعة لشركة خطوط أركيا من تل أبيب إلى مطار لارنكا الدولي. كان حزب الله قد كلف يعقوب برصد الرحلات الجوية المستأجرة من إسرائيل إلى قبرص منذ أواخر عام 2011. سجل معلومات الطيران وكتب أرقام تسجيل الحافلات المكوكية التي استقلها الركاب. بين الرحلات الجوية قام بتسجيل الفنادق والمنتجعات التي يتردد عليها الإسرائيليون. أشارت بيانات المراقبة الخاصة به إلى وجود الأمن في الفنادق وقربها من خدمات الطوارئ المحلية. كما قام بتصوير مداخل الفنادق ومواقف السيارات. قال يعقوب للشرطة: «كنت مجرد جامع للمعلومات عن اليهود وهذا ما تفعله منظمتي في كل مكان في العالم».
المعلومات التي قدمتها المخابرات الإسرائيلية إلى قبرص بأن يعقوب يعتزم تنفيذ هجمات أدت إلى القبض عليه. أدان رئيس الوزراء الإسرائيلي بنيامين نتانياهو الحادث بأنه «محاولة إرهابية من قبل حزب الله ضد هدف إسرائيلي... تحت رعاية إيران».

## المحاكمة
في 21 مارس 2013 أدانت لجنة من ثلاثة قضاة في قبرص يعقوب على خمس تهم من بين ثماني تهم منها المشاركة في تنظيم إجرامي والتخطيط لارتكاب جريمة وغسيل الأموال". في 28 مارس حكمت المحكمة على يعقوب بالسجن لمدة أربع سنوات. أثناء الحكم قال القضاة: "لا شك أن هذه جرائم خطيرة يمكن أن تعرض للخطر المواطنين الإسرائيليين والأهداف في الجمهورية".
أدت إدانة يعقوب بالاقتران مع إعلان الحكومة البلغارية بأن حزب الله وراء تفجير الحافلة في بورغاس في يوليو 2012 إلى زيادة الضغط على الاتحاد الأوروبي لاعتبار حزب الله منظمة إرهابية. قالت المتحدثة باسم وزارة الخارجية الأمريكية فيكتوريا نولاند أن إدانة حزب الله في قبرص «تؤكد الحاجة إلى حلفائنا الأوروبيين - وحكومات أخرى في جميع أنحاء العالم - للقضاء على هذه المجموعة المميتة».